# 손주일
손주일은 대한민국의 육상 선수였다. 제80회 전국 체육 대회에서 철원군청 소속으로 참가 남일반 400ｍ 달리기에서 금메달을 차지하며 이 종목 11년 연속 우승이라는 대기록을 남겼다.